# Солено езеро
Соленото езеро е изолиран от световния океан воден басейн, който има концентрация на соли (обикновено натриев хлорид) и други разтворени минерали, значително по-висока от тази в повечето езера (обикновено най-малко три грама сол на литър).
В някои случаи солените езера имат по-висока концентрация на сол от средната соленост в световния океан; тези езера могат да се наричат хиперсалинови езера. Някои алкални солени езера, които имат високо съдържание на карбонат, понякога се наричат и содни езера. 
Състав: 
- суха сол 0.5 – 3 ‰
- хиперсалин 3 – 20 ‰
- мезозалин 20 – 50 ‰
- хиперсалин над 50 ‰

## Критерии за определяне
Солените езера се образуват, когато вливащата се в езерото вода, съдържаща сол или минерали, не може да напусне, защото езерото е ендорейско (терминално). След това водата се изпарява, оставяйки като утайка останалите разтворими соли и по този начин увеличавайки солеността му, което прави соленото езеро отлично място за добиване на сол. Високата соленост също довежда до уникална халофилна флора и фауна във въпросното езеро; понякога в действителност резултатът може да е отсъствие или почти липса на живот близо до соленото езеро. 
Ако количеството вода, вливаща се в езерото, е по-малко от количеството, изпаряваща се от него, езерото в крайна сметка пресъхва и оставя на мястото си сухо езеро. 

Солените езера се състоят от вода, която е наситена със сол или е близо до насищане (саламура), и може да бъде силно наситена с други материали. 
Повечето солени езера се образуват в резултат на високите нива на изпарение, породен от сух климат в комбинация с липса на излаз към световния океан в близост. Високото съдържание на сол в тези водни басейни може да е породено от минерали, отложени в околните земи. Друг източник на солта може да бъде това, че съответния воден басейн преди е бил свързан със световния океан. Докато водата се изпарява от езерото, солта остава. В крайна сметка, водния басейн ще стане саламура. 
Поради гъстотата на саламурата, плувците се издигат повече в нея, отколкото в прясна или обикновена солена вода. Примери за такива солени езера са Мъртво море и Голямото солено езеро. 
Водните басейни от саламура могат да се оформят и на океанското дъно. Те понякога се наричат салайни езера, но по-често се наричат басейни със саламура. Възможно е да се наблюдават вълни по повърхността им. 
Изкуствените басейни със саламура (солници) са създадени от хората, за производство на сол в промишлени. Те могат да се нарекат и саламура езера.

## Известни солени езера
- Аралско море (Казахстан, Узбекистан) – 116 – 211 ‰

- Уанда (Антарктида) – 300 – 350 ‰
- Дон Жуан (Антарктида) – 402 ‰
- Каспийско море (Азербайджан, Иран, Казахстан, Русия, Туркменистан) – 0.05 – 13 ‰

- Асал (Джибути) – 350 ‰
- Балхаш (Казахстан) – едната от двете му половини е сладководна, 0.74 – 6 ‰
- Голямо солено езеро (САЩ) – 137 – 300 ‰
- Ван (Турция) – езеро, 22 – 67 ‰
- Кунигунда (езеро) (Украйна) – 146 – 150 ‰
- Мъртво море (Израел) – 300 – 350 ‰
- Натрин (Танзания)
- Асо (Турция) – 350 ‰
- Тузкол (Киргизстан) – 256 ‰
- Урмия (Иран) – 80 – 280 ‰